# Chimaerolelaps
Chimaerolelaps is een geslacht van vliesvleugeligen uit de familie Pteromalidae. De wetenschappelijke naam van dit geslacht is voor het eerst geldig gepubliceerd in 2007 door Desjardins.

## Soorten
Het geslacht Chimaerolelaps is monotypisch en omvat slechts de volgende soort:
- Chimaerolelaps villosa Desjardins, 2007